# Gornji Vakuf-Uskoplje
Gornji Vakuf-Uskoplje är en kommun i Bosnien och Hercegovina.   Den ligger i entiteten Federationen Bosnien och Hercegovina, i den centrala delen av landet, 60 km väster om huvudstaden Sarajevo.